# Friedrich Sieveking

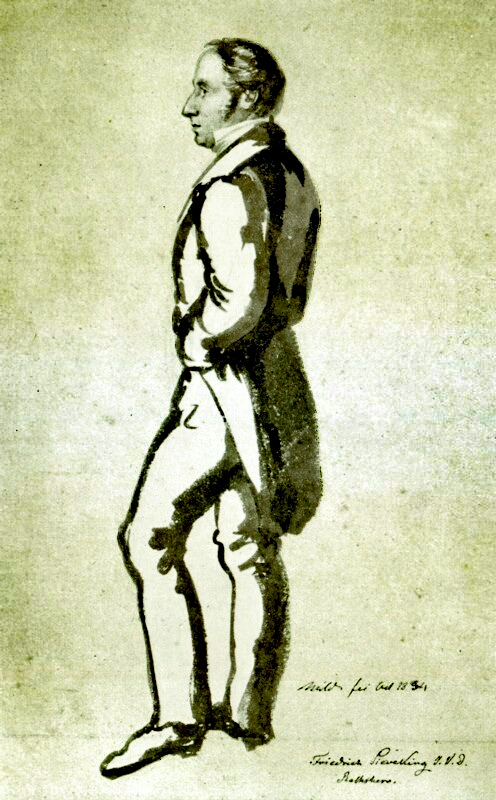
Friedrich Sieveking, Ausschnitt aus einer Aquarellskizze von Carl Julius Milde 1834

Friedrich Sieveking (* 28. April 1798 in Hamburg; † 25. Dezember 1872 ebenda) war ein Jurist und Erster Bürgermeister in Hamburg.

## Familie

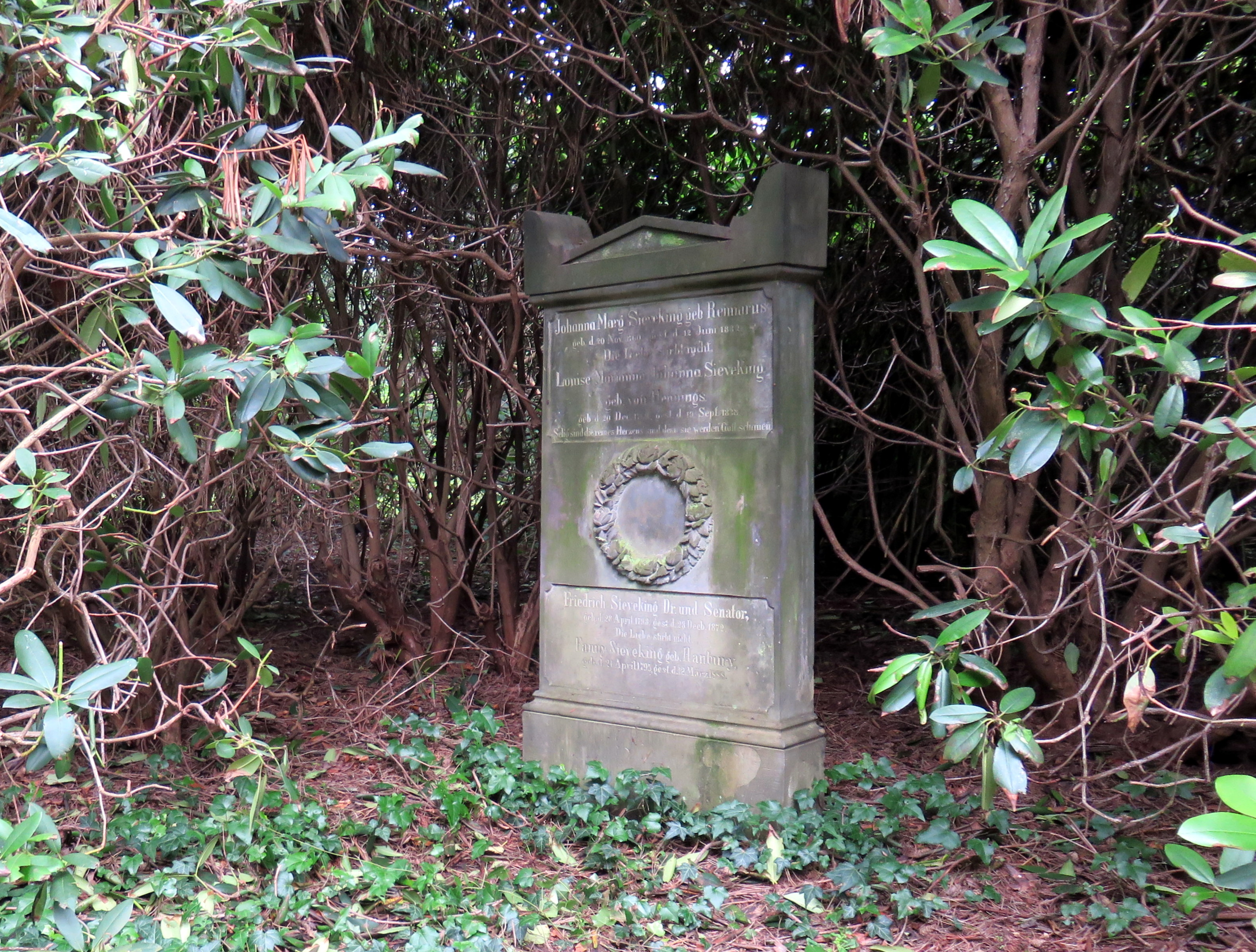
Friedrich Sieveking Familiengrabanlage Friedhof Ohlsdorf

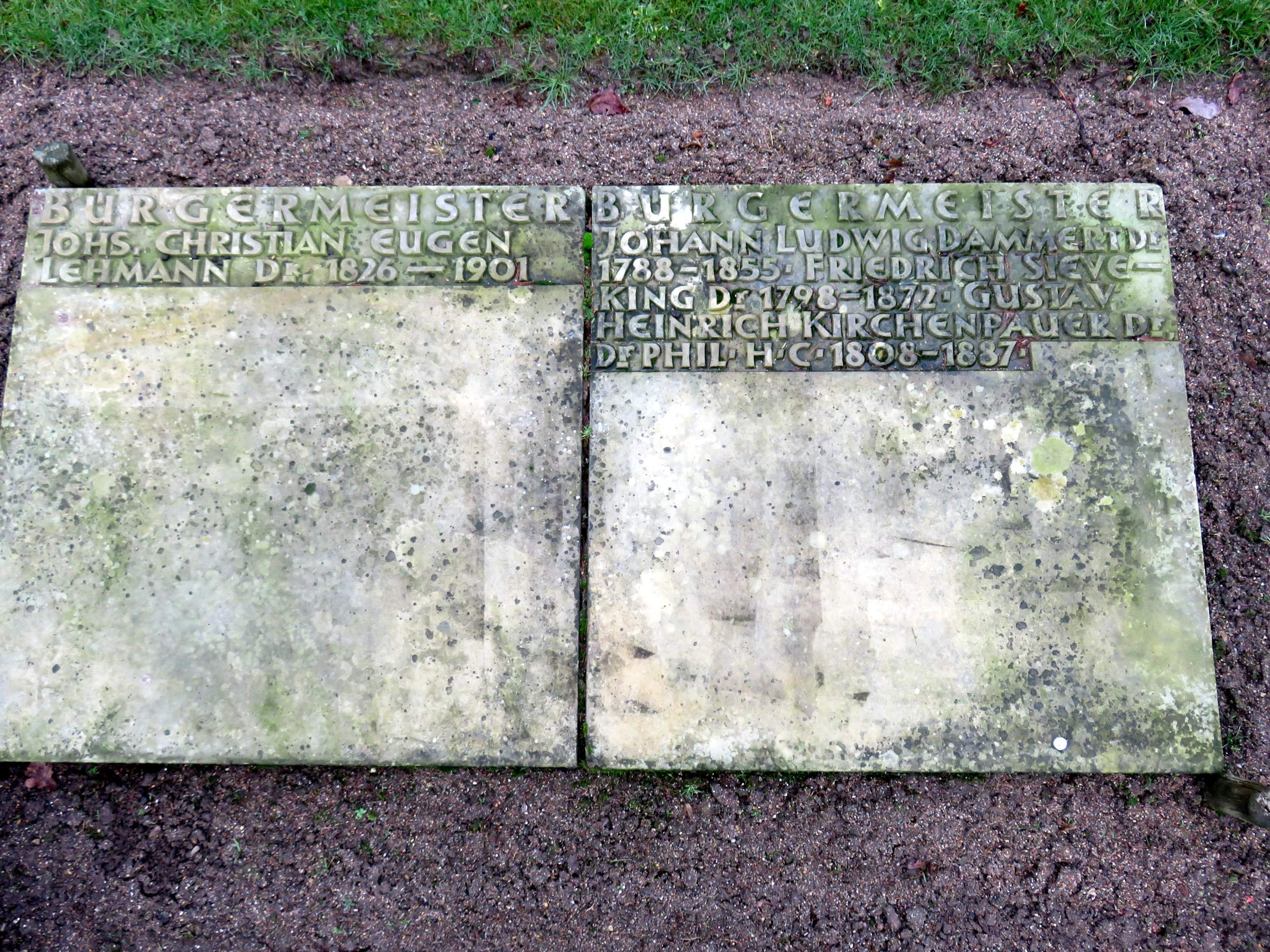
Grabmaltafel Althamburgischer Gedächtnisfriedhof Ohlsdorf

Friedrich Sieveking war das fünfte Kind des wohlhabenden Kaufmanns Georg Heinrich Sieveking und dessen Frau Johanna Margaretha Sieveking. Sein Bruder Karl (1787–1847) war Jurist und Hamburger Senatssyndicus.
1824 heiratete Friedrich Sieveking Louise von Hennings, der Tochter des Administrators von Rantzau August Adolph von Hennings. Sievekings jüngster Sohn Ernst Friedrich Sieveking war einige Zeit Senator, bevor er Präsident des neuerrichteten Hanseatischen Oberlandesgerichts wurde. Sievekings Tochter Henriette heiratete 1850 den Kaufmann Valentin Lorenz Meyer.

## Leben
Sieveking wuchs in Hamburg auf. Er studierte Rechtswissenschaften und promovierte in Göttingen. Sieveking wurde am 8. Juni 1821 in Hamburg als Advokat immatrikuliert. 1817 nahm er am Wartburgfest der Burschenschaft teil.
Am 22. Januar 1832 wurde er in den Hamburger Rat aufgenommen und war von 1840 bis 1846 als Amtmann in Ritzebüttel tätig. Anschließend war er im Wechsel mit Heinrich Kellinghusen, der sein größter Gegenspieler war, Vorsitzender des Obergerichts und Vorsitzender der Militärbehörde. Nach der Verfassungsreform von 1859 blieb Sieveking im nunmehr Hamburger Senat genannten Rat, während Kellinghusen, der die Reform abgelehnt hatte, in das vom Senat getrennte Obergericht wechselte. Sieveking wurde in den folgenden Jahren 1861 und 1862 zum Ersten Bürgermeister, in den Jahren 1864 und 1867 zum Zweiten und 1865 und 1868 wieder zum Ersten Bürgermeister bestimmt. Am 1. Juli 1869 schied Sieveking aus dem Senat aus.
Sieveking wurde auf dem einstigen St. Katharinen-Friedhof vor dem Dammtor beigesetzt. Sein Grabstein befindet sich heute auf dem Friedhof Ohlsdorf, Planquadrat S 25 / S 26 (Areal zwischen Waldstraße und Kapellenstraße) in der Sieveking-Familiengrabanlage. Im Bereich des Althamburgischen Gedächtnisfriedhofs wird zusätzlich auf dem doppelseitigen Sammelgrabmal Bürgermeister unter anderen an Friedrich Sieveking erinnert. 